# Hoření Starý Dub
Hoření Starý Dub (německy Oberaltaicha) je malá vesnice, část města Český Dub v okrese Liberec. Nachází se asi 2,5 kilometru severně od Českého Dubu. Prochází zde silnice II/278. Hoření Starý Dub leží v katastrálním území Modlibohov o výměře 2,65 km².

## Historie
První písemná zmínka o vesnici pochází z roku 1548.

## Pamětihodnosti
- Kaple Navštívení Panny Marie
- pozůstatky panského dvora se správní budovou, branou a starobylým hospodářským objektem čp. 1 a 2
- památná lípa malolistá (u silnice poblíž domu čp. 16)

## Fotogalerie

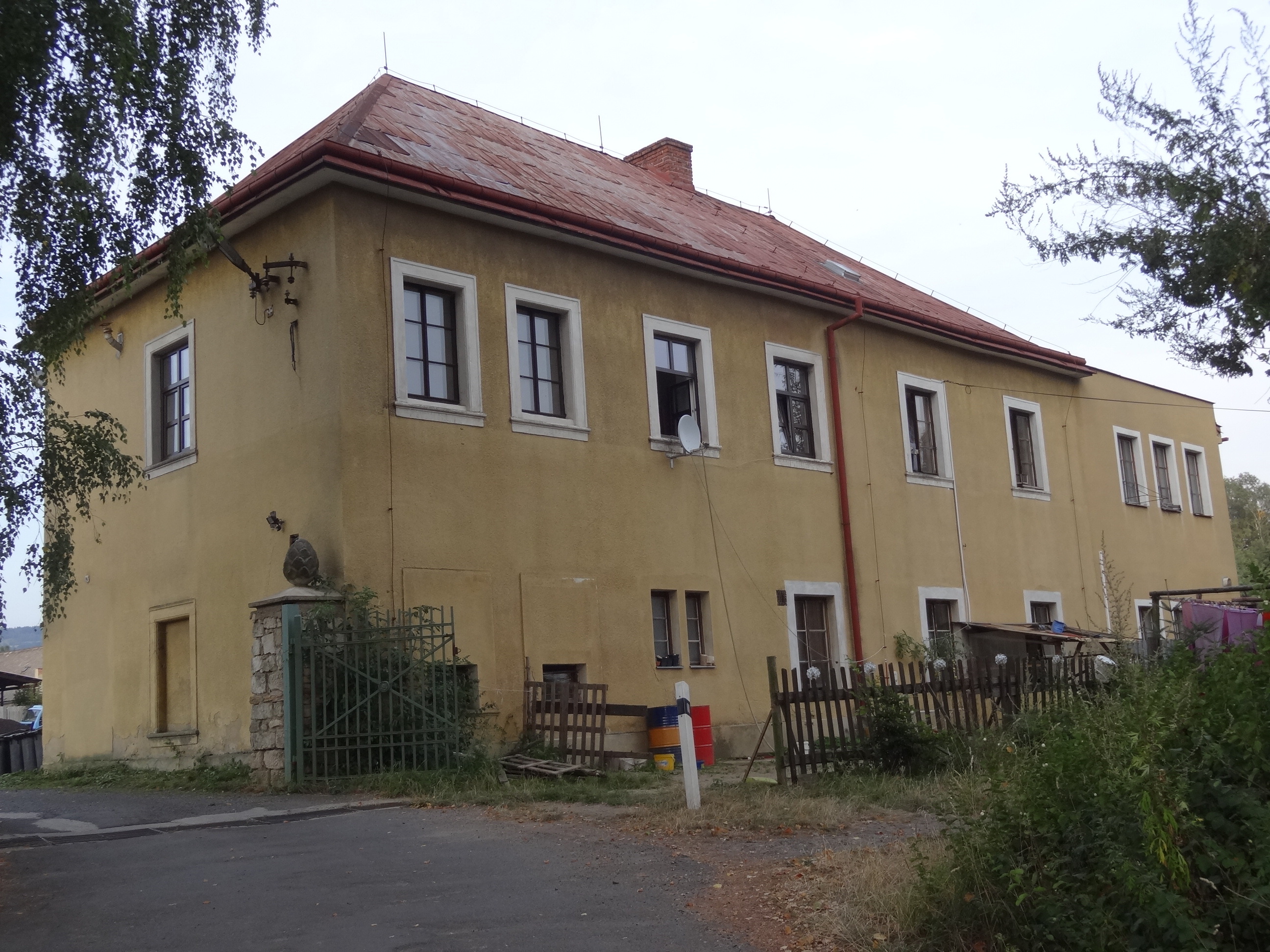
Správní budova panského dvora čp. 1 a 2
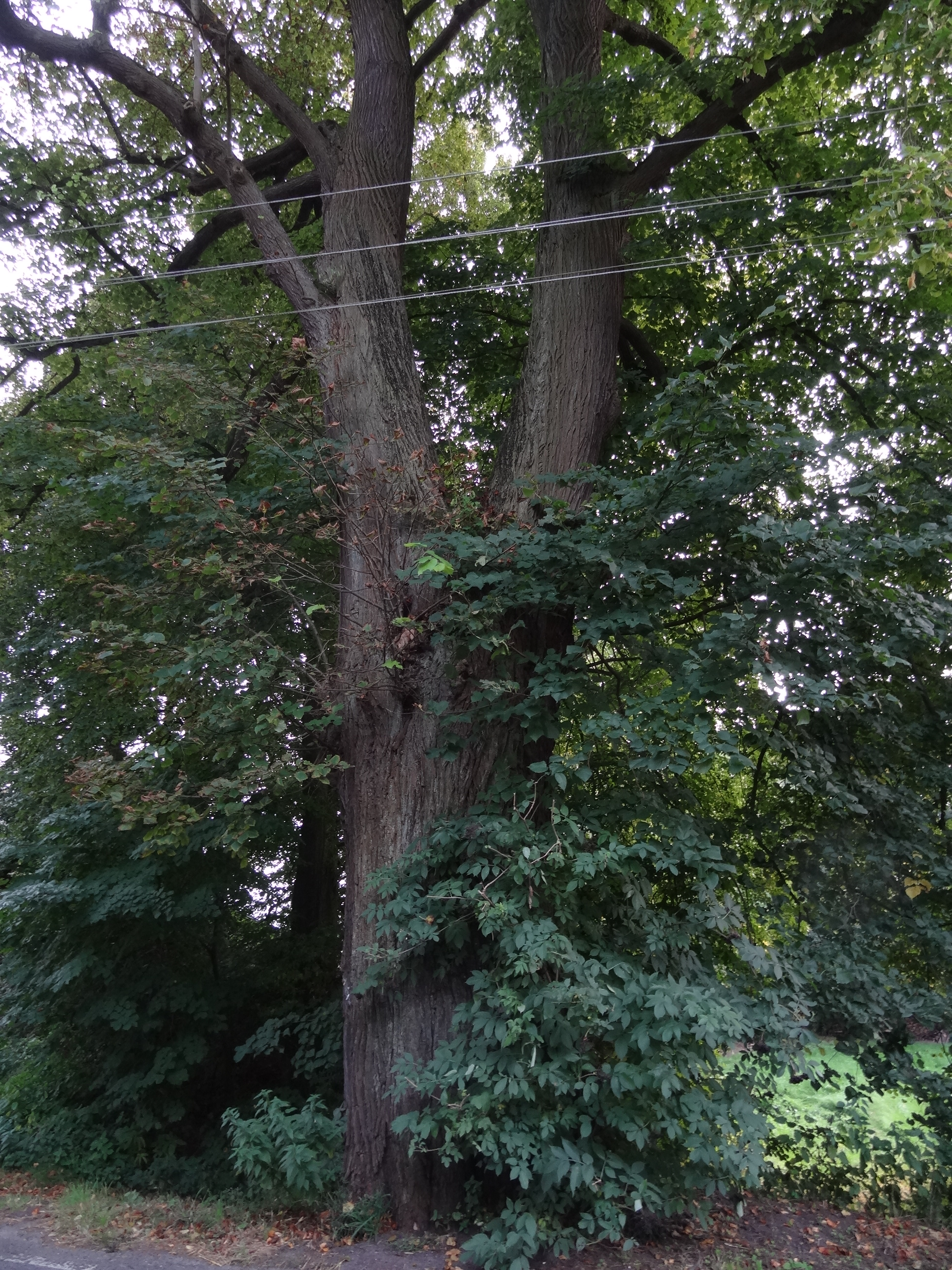
Památná lípa malolistá zvaná Lípa v Modlibohově
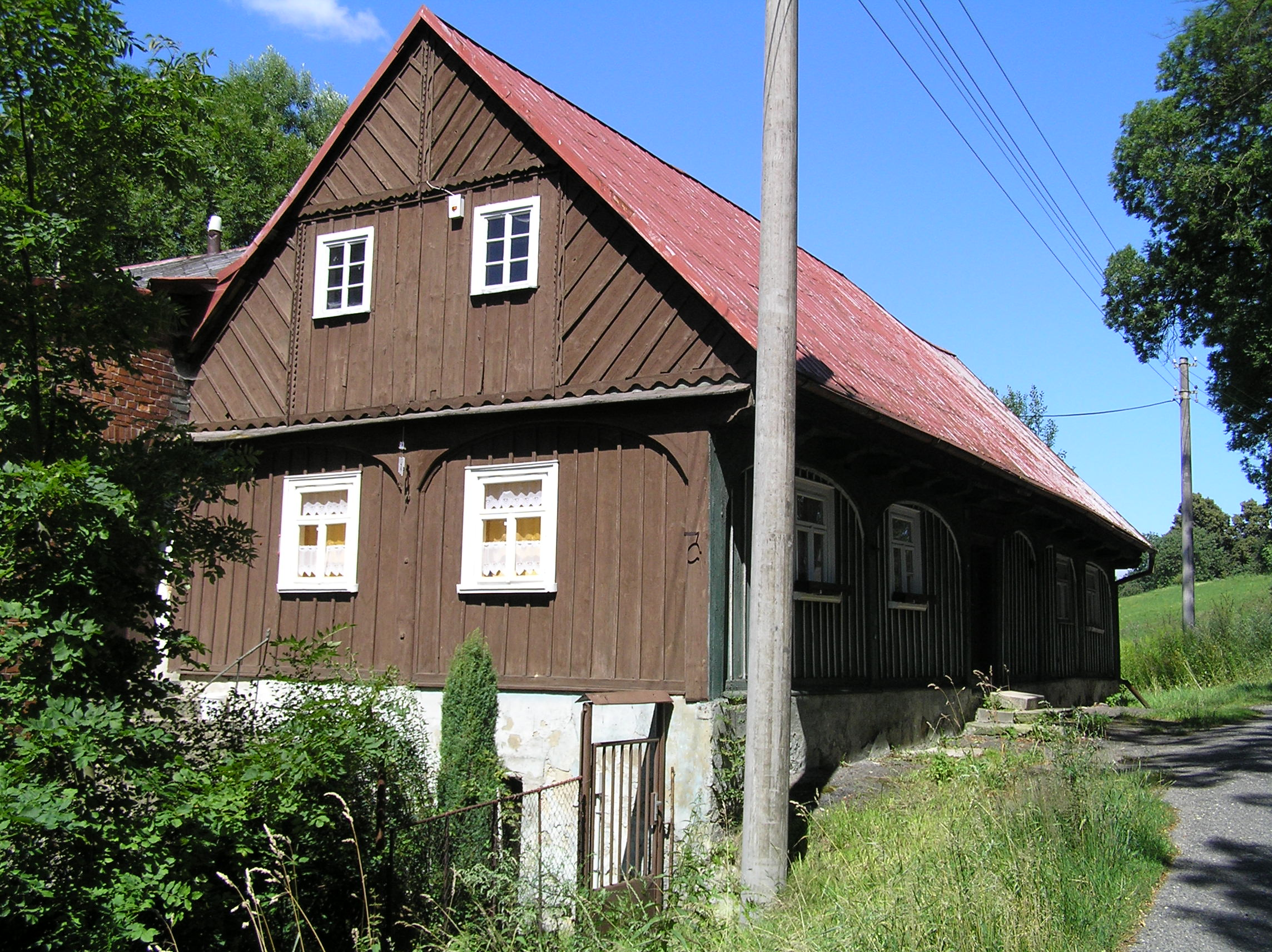
Chalupa čp. 7
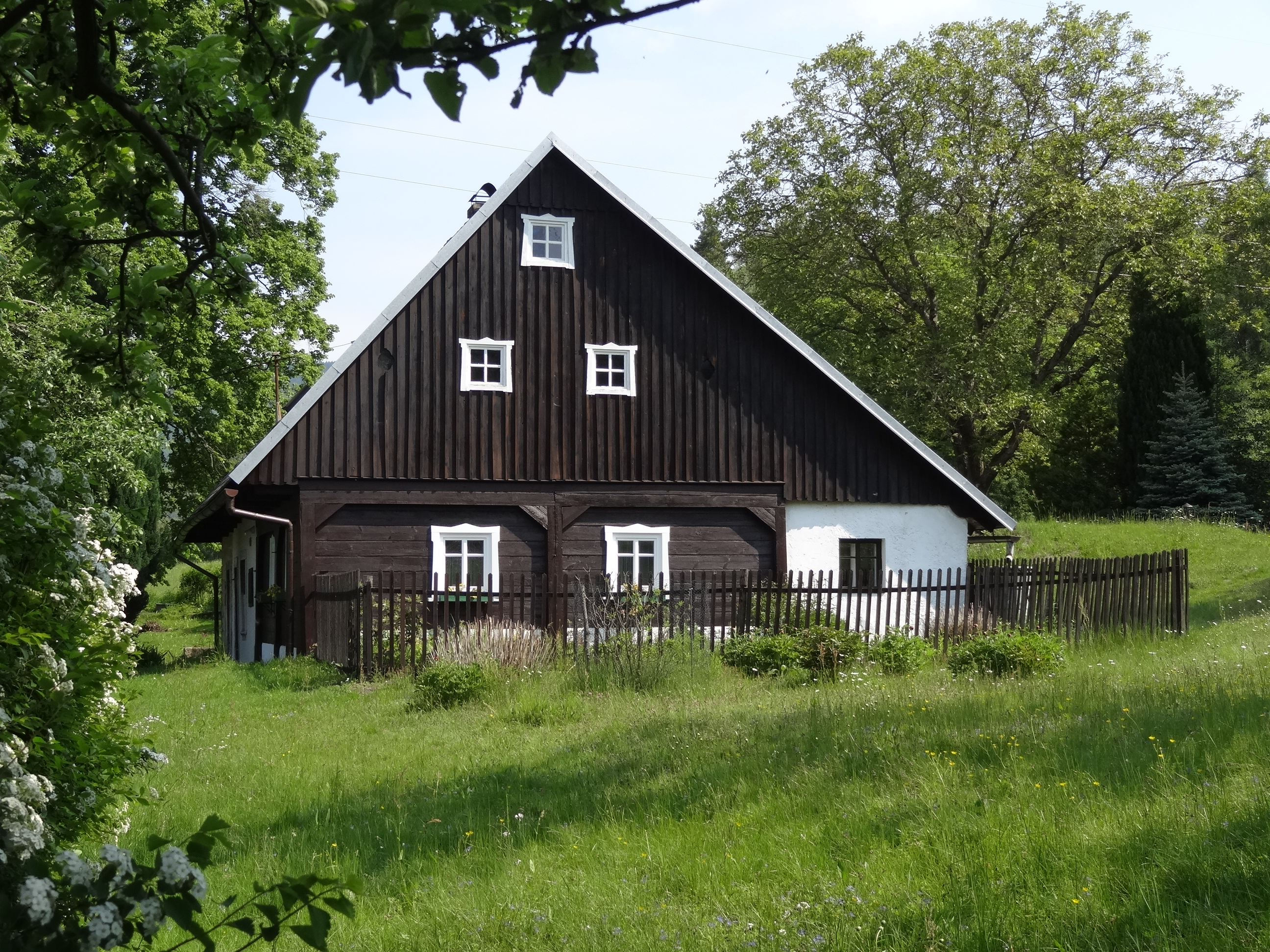
Chalupa čp. 11
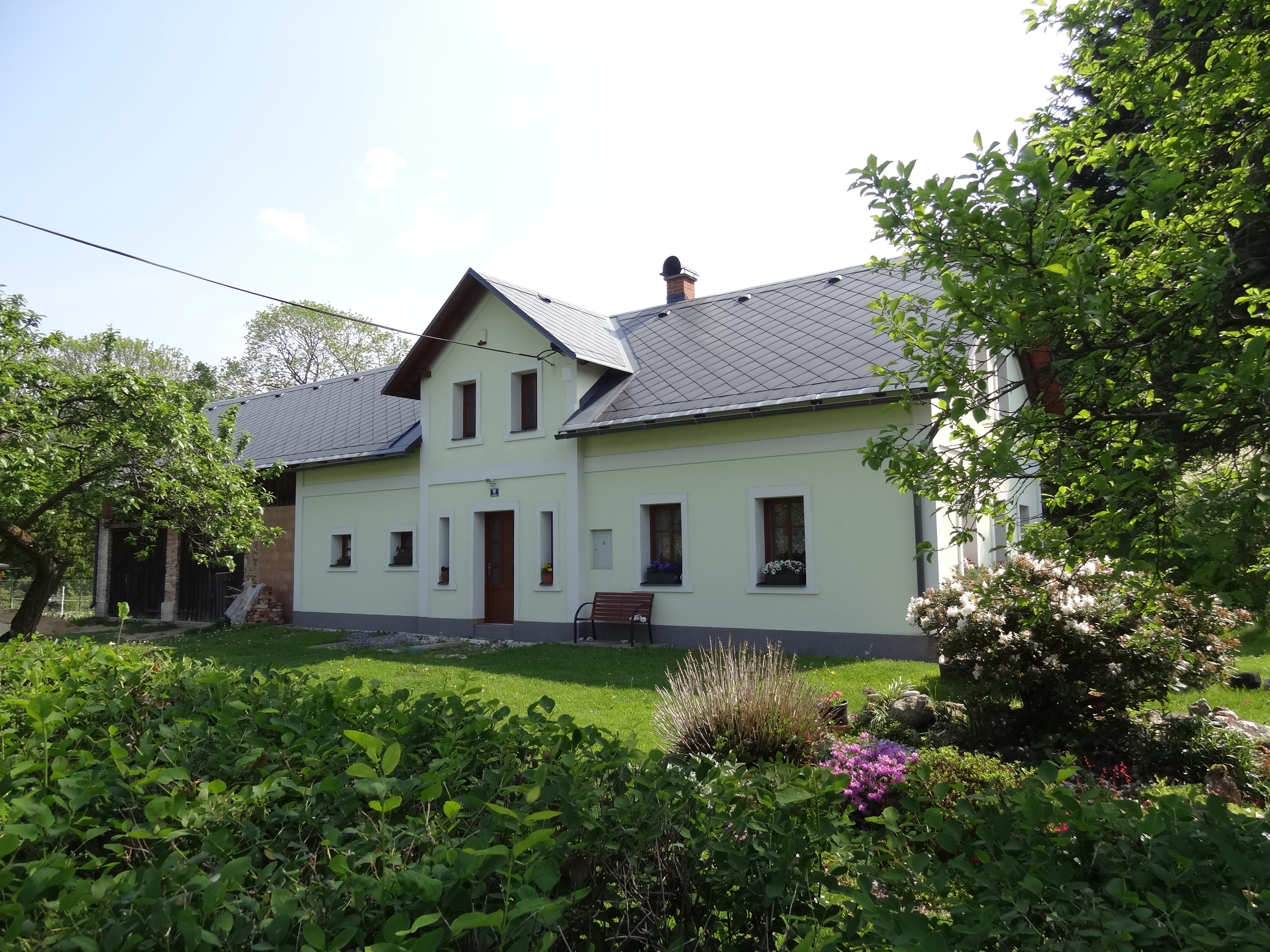
Dům čp. 12